# Raymond Junod
Pour les articles homonymes, voir Junod.
Raymond Junod, né le 10 octobre 1932 à Champvent, est un homme politique suisse du canton de Vaud, membre du PRD.

## Biographie[2]
Au bénéfice d'une formation de juriste, il travaille au service des améliorations foncières de l'État de Vaud, et en 1964, à la direction de la Chambre vaudoise d’agriculture.
Il siège au Conseil national de 1967 à 1983 puis, le 3 mars 1974 est élu au Conseil d'État du canton de Vaud où il prend en charge le département de l'instruction publique et des cultes et en 1984 le département de l'agriculture, de l'industrie et du commerce. Il quitte cette fonction en 1988.
Il exerce la première présidence du Conseil du Léman entre 1987 et 1989.